# Rheomys
Rheomys és un gènere de rosegadors de la família dels cricètids. Les espècies d'aquest grup són oriündes de Centreamèrica. Tenen una llargada de cap a gropa de 9–14 cm i una cua de 9–17 cm. El seu pelatge és curt i espès. Les parts dorsals són de color marró fosc, mentre que les parts ventrals són blanquinoses. El seu hàbitat natural són les ribes dels rius que transcorren per selves pluvials.